# Tambangan Hulu
Tambangan Hulu is een bestuurslaag in het regentschap Tebing Tinggi van de provincie Noord-Sumatra, Indonesië. Tambangan Hulu telt 2960 inwoners (volkstelling 2010).